# Syzygium masukuense
Syzygium masukuense là một loài thực vật có hoa trong Họ Đào kim nương. Loài này được (Baker) R.E.Fr. miêu tả khoa học đầu tiên năm 1914.